# Domènec Torredeflot i Solé
Domènec Torredeflot i Solé, també conegut com a Torredeflot II, (Barcelona, 21 de novembre de 1908 - Barcelona, 19 de gener de 1974) fou un jugador de futbol català de les dècades de 1920 i 1930.

## Trajectòria
Era conegut amb el sobrenom de Chevrolet, en referència a la seva velocitat i al cotxe que lluïa. Jugava a la posició d'extrem dret. S'inicià futbolísticament al FC Poble Nou l'any 1926, passant la següent temporada a la Unió Esportiva de Sants, club punter del Campionat de Catalunya de futbol. Coincidí a l'equip amb el seu germà Josep. L'any 1928 abandonà el club de Sants i fitxà pel València CF. Al club del Túria romangué durant set temporades, fins al 1935. Fou quatre cops campió regional i un cop campió de Segona Divisió. L'any 1935 fitxà pel FC Barcelona, on jugà fins a 1937. La Guerra Civil estroncà la seva carrera. Jugà a França al Girondins de Bordeus la temporada 1937-1938, disputant el Championnat Interrégional - Zone Sud, i a continuació es retirà del futbol definitivament. Disputà tres partits amb la selecció catalana de futbol a la dècada de 1930.

## Palmarès
València CF
- Campionat de València de futbol: 1930-31, 1931-32, 1932-33, 1933-34
- Segona Divisió espanyola: 1930-31

FC Barcelona
- Campionat de Catalunya de futbol: 1935-36